# Veskóc
Veskóc (szlovákul: Veškovce) Nagykapos városrésze Szlovákiában, a Kassai kerület Nagymihályi járásában.

## Fekvése
Nagykapos központjától 2 km-re északkeletre, az Ung és Latorca folyók között fekszik.

## Története
1331-ben „Veskoch” néven említik először az írott forrásokban. 1415-ben „Welehkoch” néven említik. Nevezetesebb birtokosai a 15. században az Oroszok és Budaházyak, a 16. században a Fodor és Orosz családok voltak. A későbbi századokban helybéli kisnemesek birtokolták.
A 18. század végén, 1799-ben Vályi András így ír róla: „VESZKÓCZ. Falu Ungvár Várm. földes Urai több Urak, lakosai külömbfélék, fekszik Dobruskához nem meszsze, mellynek filiája; határja jó.”
A falu első fatemploma 1820-ban épült. 1828-ban 65 házában 425 lakos élt.
Fényes Elek 1851-ben kiadott geográfiai szótárában így ír a településről: „Veskócz, Ungh v. magyar falu, Nagy-Kaposhoz 1 órányira: 82 rom. kath., 356 ref., 38 zsidó lak., reform. anyaszentegyházzal, s termékeny földekkel és rétekkel. F. u. többen, de a Budaházy nemzetség innen veszi praedicatumát. Ut. p. Ungvár.”
1869-ben 345, 1890-ben 370 lakosa volt. 1910-ben 456-an, túlnyomórészt magyarok lakták. 1914-óta – Kiskapossal és Ungcsepellyel együtt – Nagykaposhoz tartozik.

## Nevezetességei
- Református templomát 1828 és 1835 között építették, mai formáját az 1927-es helyreállítás nyomán nyerte el.

## Lásd még
- Nagykapos
- Kiskapos
- Ungcsepely

## Külső hivatkozások
- Nagykapos város hivatalos oldala
- Veskóc Szlovákia térképén